# 128611 Paulnowak
128611 Paulnowak è un asteroide della fascia principale. Scoperto nel 2004, presenta un'orbita caratterizzata da un semiasse maggiore pari a 2,6148939 UA e da un'eccentricità di 0,2564227, inclinata di 5,93166° rispetto all'eclittica.